# Obelisc (Sant Cugat del Vallès)
L'Obelisc és una escultura de Sant Cugat del Vallès (Vallès Occidental) situada al centre de la rotonda on conflueixen la Ronda Nord, el passeig Francesc Macià i el carrer del Pont de Can Vernet, pensada com un element identificador del barri de Coll Favà, obra de l'escultor Antoni Roselló Til, que es va inaugurar el maig de 1996.

## Descripció
És un monument amb forma d'obelisc amb base triangular de 4,15 metres i 33 metres d'alçada, fet en acer patinable. Damunt de la base triangular s'alça l'obelisc. De cada costat de la piràmide surten tres nervis també d'acer patinable que van fins a la circumferència de la rotonda. Segons la descripció d'Andreu Dengra: "es tracta d'un obelisc de tres cares, recolzat sobre una base formada per tres murs ensorrats a sobre dels quals s'ha realitzat una piràmide i un trípode que sostenen l'obelisc amb base piramidal invertida. En el seu conjunt la peça és un joc geomètric basat en el triangle, que es veu trencat per un instant a la rodona formada a l'interior del trípode, que es complementa en pla amb la rotonda".